# 马蒂内合成
马蒂内二羟基吲哚合成（法語：synthèse de dioxindole de Martinet）是一级或二级芳香胺与丙酮二酸酯作用，首先生成2,3-二羟基吲哚-3-羧酸酯，然后后者在无氧条件下碱性水解和脱羧得到2,3-二羟基吲哚的反应。
用这个方法也可以合成苯并-2,3-二羟基吲哚。如果反应过程中不排除氧气，则产物为靛红衍生物。